# Protofeudalismo
El protofeudalismo (o feudalismo prematuro) es un concepto en la historia medieval, más particularmente en la historia de España, según el cual los precursores directos del feudalismo se pueden encontrar en el apogeo de la Edad Media. La historiografía española se basa en gran medida en este concepto y lo proyecta en el Reino visigodo tardío, pero está entrando en desuso en la historiografía traducida al inglés de España o de cualquier otro sitio.  La tendencia actual en la academia inglesa de minimizar el feudalismo y reducir el uso de cualquier terminología relacionada (especialmente su aplicación en la Alta Edad Media) está en conflicto directo con las tendencias recientes de la historiografía española para empujar el inicio del feudalismo al período visigodo; a veces visto como parte de una tendencia a "europeizar" la historia española.
El interés se renovó en la historia de una España visigoda unida durante la dictadura de Francisco Franco a mediados del siglo XX. La necesidad perenne de explicar la rápida caída del reino visigodo frente a las invasiones árabes, llevó a algunos estudiosos a postular la creciente privatización de la autoridad pública en manos de la nobleza regional y terrateniente: de ahí surgieron dos tendencias gemelas, llamadas "protofeudalismo" (privatización) y " particularismo "(regionalismo).

Típicamente, el fenómeno protofeudal data de a finales del siglo VII, pero a veces se data con anterioridad. En 1967, el historiador español Claudio Sánchez-Albornoz trazó al protofeudalismo (protofeudalización) del ejército visigodo al menos hasta la legislación de Erwig y Wamba. Payne ofrece una descripción del fenómeno general en su historia de Iberia en dos volúmenes:

La descentralización era inevitable, y el poder se convirtió en una cuestión de relación personal y ejemplo. Los principales lugartenientes de la corona fueron recompensados por sus servicios mediante salarios o estipendios, en la forma de soberanía de tierras o en la asignación temporal de ingresos de tierras en precario, es decir, sobre una base nominalmente revocable. En realidad, este sistema fue utilizado por primera vez por la iglesia para apoyar a los establecimientos locales, y en el siglo VII, fue ampliamente empleado por la corona y por los magnates (la alta aristocracia) para pagar a sus principales partidarios y sirvientes militares. El proceso de protofeudalización conlleva inevitablemente una fragmentación de la soberanía jurídica y económica que debilita aún más a la unidad política.

La historiadora francesa Céline Martin ha disputado la realidad del "protofeudalismo", señalando la naturaleza pública de los juramentos de fidelidad en el reino visigodo tardío, en donde los juramentos eran generalmente juramentados por poblaciones (locales), y no por hombres particulares a señores individuales. Roger Collins ha criticado el concepto, considerándolo poco más que un intento por parte de los académicos españoles de integrar la historia española a la de Europa en general. Collins cita a L. García Moreno, proclamando "unanimidad internacional al aplicar el adjetivo 'protofeudal' a la formación sociopolítica encarnada por el Reino de Toledo a principios del siglo VIII". Collins, sin embargo, "piensa que no". Michael Kulikowski cita el descubrimiento de los trientes de a mediados del siglo VII en El Bovalar, como evidencia de actividad comercial en el centro de España, lo cual refuta la noción predominante de "autarquía" y servidumbre protofeudal.